# Mormopterus minutus
Mormopterus minutus (Miller, 1899) è un pipistrello della famiglia dei Molossidi endemico di Cuba.

## Descrizione

### Dimensioni
Pipistrello di piccole dimensioni, con la lunghezza dell'avambraccio tra 28 e 33 mm, la lunghezza della coda tra 22 e 34 mm, la lunghezza delle orecchie tra 8 e 11 mm e un peso fino a 8 g.

### Aspetto
La pelliccia è corta e densa. Le parti dorsali sono grigio-brunastre, mentre le parti ventrali sono più chiare e con la base dei peli ovunque più chiara. Il muso è piatto e largo, con il labbro superiore che si estende oltre quello inferiore. Le orecchie sono moderate, separate tra loro da uno spazio di 2–3 mm alla base anteriore sulla fronte. Il trago è piccolo. Le ali sono attaccate posteriormente sulle caviglie. La coda è lunga, tozza e si estende per più della metà oltre l'uropatagio.

## Biologia

### Comportamento
Si rifugia in colonie numerose fino a 3.000 individui tra le fronde di una palma locale nota come palma dei pipistrelli e talvolta nei fabbricati. L'attività inizia la sera e il suo volo è relativamente lento rispetto agli altri molossidi.

### Alimentazione
Si nutre di insetti volanti, principalmente imenotteri catturati negli spazi aperti.

### Riproduzione
Danno alla luce un piccolo alla volta nel mese di giugno. Vengono svezzati dopo appena un mese. Gli accoppiamenti avvengono solitamente nel mese di gennaio.

## Distribuzione e habitat
Questa specie è endemica dell'isola di Cuba.
Vive nelle foreste secche secondarie e in zone disturbate.

## Conservazione
La IUCN Red List, considerato l'areale limitato e il declino dell'estensione e della qualità del proprio habitat, classifica M.minutus come specie vulnerabile (VU).